# Społeczeństwo przemysłowe
Społeczeństwo przemysłowe (inaczej: społeczeństwo industrialne) – specyficzny rodzaj społeczeństwa, który wykształcił się w okresie nowoczesności – po rewolucji przemysłowej (wcześniejsze społeczeństwa są określane jako społeczeństwa tradycyjne). Społeczeństwa przemysłowe charakteryzuje malejąca liczba osób zatrudnionych w rolnictwie, dominująca rola przemysłu i inne zjawiska społeczne wynikające z procesu industrializacji (rosnąca produktywność, poprawa warunków życia, zmniejszanie się znaczenia instytucji rodziny, sekularyzacja, urbanizacja). Cechą istotną jest też wzrost heterogeniczności społeczeństwa, ze względu na podział pracy wymagany w przypadku produkcji masowej, charakterystycznego sposobu wytwarzania w tego typu społeczeństwach.
W latach 70. ubiegłego stulecia Daniel Bell lansował pogląd, że mamy już do czynienia ze społeczeństwem poprzemysłowym, gdyż najbardziej rozwinięte gospodarczo kraje świata uzyskały już jakościowo odrębne cechy. Niektórzy współcześni teoretycy, jak np. Ulrich Beck, Anthony Giddens (koncepcja „późnej nowoczesności”), Zygmunt Bauman czy Manuel Castells twierdzą, że jesteśmy obecnie świadkami przejścia od społeczeństwa przemysłowego, nowoczesnego do społeczeństwa ponowoczesnego, określanego też jako społeczeństwo informacyjne.